# Desviación típica

Una gráfica de la distribución normal (o curva en forma de campana, o curva de Gauss), donde cada banda tiene un ancho de una vez la desviación estándar (véase también: regla 68-95-99.7)

En estadística, la desviación típica (también conocida como desviación estándar y desvío típico) y representada de manera abreviada por la letra griega minúscula sigma σ o la letra latina s, así como por las siglas SD es una medida que se utiliza para cuantificar la variación o la dispersión de un conjunto de datos numéricos.
Una desviación estándar baja indica que la mayor parte de los datos de una muestra tienden a estar agrupados cerca de su media (también denominada el valor esperado), mientras que una desviación estándar alta indica que los datos se extienden sobre un rango de valores más amplio.

## Consideraciones generales
La desviación estándar de una variable aleatoria, población estadística, conjunto de datos o distribución de probabilidad es la raíz cuadrada de su varianza. Es algebraicamente más simple, aunque en la práctica menos robusta, que la desviación media.
Una propiedad útil de la desviación estándar es que, a diferencia de la varianza, se expresa en las mismas unidades que los datos a partir de los que se calcula.
Además de expresar la variabilidad de una población, la desviación estándar se usa comúnmente para medir la fiabilidad de las conclusiones estadísticas. Por ejemplo, el margen de error en los datos de los sondeos de opinión se determina calculando la desviación estándar esperada en los resultados si la misma encuesta se llevara a cabo varias veces. Esta interpretación de la desviación estándar a menudo se denomina "error estándar" de la estimación o "error estándar de la media" (cuando se refiere a una media). Se calcula como la desviación estándar de todas las medias que se calcularían a partir de esa población si se extrajera un número infinito de muestras y se calculase la media para cada muestra.
Es muy importante tener en cuenta que la desviación estándar de una población y el error estándar de una estadística obtenida a partir de esa población (como la media) son bastante diferentes, pero están relacionados (relacionados por la inversa de la raíz cuadrada del número de observaciones). El margen de error de una encuesta se calcula a partir del error estándar de la media (o, alternativamente, del producto de la desviación estándar de la población y la inversa de la raíz cuadrada del tamaño de la muestra, que es lo mismo) y es por lo general, aproximadamente el doble de la desviación estándar: la mitad del ancho de un intervalo de confianza del 95 por ciento.
En ciencia, muchos investigadores analizan la desviación estándar de los datos experimentales, y solo los efectos que se alejan hasta dos desviaciones estándar de la media, se consideran estadísticamente significativos: el error aleatorio normal o la variación en las mediciones se distinguen de esta manera de los efectos genuinos o asociaciones probables. 
Cuando solo está disponible una muestra de datos de una población, el término desviación estándar de la muestra o desviación estándar muestral puede referirse a la cantidad mencionada anteriormente aplicada a esos datos, o también a una cantidad sobre la que se realiza un ajuste que sirve de estimación no sesgada de la desviación estándar de la población (es decir, de la desviación estándar de toda la población).

## Ejemplos básicos

### Desviación estándarmuestralde la tasa metabólica de los petreles
El libro de Murray Logan Biostatistical Design and Analysis Using R (2010) da el ejemplo siguiente:
Los naturalistas Furness y Bryant midieron la tasa metabólica en reposo de 8 petreles reproductivos y de 6 hembras. La tabla muestra el conjunto de datos obtenidos por Furness.
| Sexo  | Tasa metabólica | Sexo   | Tasa metabólica |
| ----- | --------------- | ------ | --------------- |
| Macho | 525.8           | Hembra | 727.7           |
| Macho | 605.7           | Hembra | 1086.5          |
| Macho | 843.3           | Hembra | 1091.0          |
| Macho | 1195.5          | Hembra | 1361.3          |
| Macho | 1945.6          | Hembra | 1490.5          |
| Macho | 2135.6          | Hembra | 1956.1          |
| Macho | 2308.7          |        |                 |
| Macho | 2950.0          |        |                 |

La gráfica muestra la tasa metabólica para machos y hembras. Por simple inspección visual, parece que la variabilidad de la tasa metabólica es mayor para los machos que para las hembras.
La desviación estándar de la muestra de la tasa metabólica para las hembras de petrel se calcula como se explica a continuación. La fórmula para calcular la desviación estándar de la muestra es
{\displaystyle s={\sqrt {\frac {\sum _{i=1}^{N}(x_{i}-{\overline {x}})^{2}}{N-1}}}.}
donde
{\displaystyle \textstyle \{x_{1},\,x_{2},\,\ldots ,\,x_{N}\}} son los valores observados de los elementos de la muestra, {\displaystyle \textstyle {\overline {x}}} es el valor medio de estas observaciones, y
N es el número de observaciones de la muestra.
En la fórmula de la desviación estándar de la muestra, para este ejemplo, el numerador es la suma de las desviaciones al cuadrado de la tasa metabólica de cada animal respecto a la tasa metabólica media. La siguiente tabla muestra el cálculo de esta suma de desviaciones al cuadrado para los petreles hembra, cuya suma es de 886047.09, como se muestra en la tabla.
| Animal                          | Sexo                            | Tasa metabólica                 | Media  | Diferencia con la media              | Diferencia con la media al cuadrado |
| ------------------------------- | ------------------------------- | ------------------------------- | ------ | ------------------------------------ | ----------------------------------- |
| 1                               | Hembra                          | 727.7                           | 1285.5 | -557.8                               | 311140.84                           |
| 2                               | Hembra                          | 1086.5                          | 1285.5 | -199.0                               | 39601.00                            |
| 3                               | Hembra                          | 1091.0                          | 1285.5 | -194.5                               | 37830.25                            |
| 4                               | Hembra                          | 1361.3                          | 1285.5 | 75.8                                 | 5745.64                             |
| 5                               | Hembra                          | 1490.5                          | 1285.5 | 205.0                                | 42025.00                            |
| 6                               | Hembra                          | 1956.1                          | 1285.5 | 670.6                                | 449704.36                           |
|                                 |                                 |                                 |        |                                      |                                     |
| Media de las tasas metabólicas: | Media de las tasas metabólicas: | Media de las tasas metabólicas: | 1285.5 | Suma de las diferencias al cuadrado: | 886047.09                           |

El denominador en la fórmula de la desviación estándar de la muestra es N-1, donde N es el número de hembras. En este ejemplo, hay N = 6 hembras, por lo que el denominador es 6-1 = 5. Por lo tanto, la desviación estándar de la muestra para los petreles hembra, es
{\displaystyle s={\sqrt {\frac {\sum _{i=1}^{N}(x_{i}-{\overline {x}})^{2}}{N-1}}}={\sqrt {\frac {886047.09}{5}}}=420.69.}
Para los petreles macho, un cálculo similar proporciona una muestra de desviación estándar de 894.37, aproximadamente el doble que la desviación estándar para las hembras. La gráfica muestra los datos de la tasa metabólica, las medias (puntos rojos) y las desviaciones estándar (líneas rojas) para machos y hembras.
El uso de la desviación estándar de la muestra implica que estos 14 petreles son una muestra de una población mayor. Si estos 14 petreles comprendieran toda la población (si fueran los últimos 14 petreles sobrevivientes), entonces se podría hablar de la desviación estándar de la población, en lugar de la desviación estándar de la muestra. En la fórmula de la desviación estándar de la población, el denominador es N en lugar de N-1. No siempre es posible tomar medidas de una población completa, por lo que de manera predeterminada, las aplicaciones informáticas de estadística suelen calcular la desviación estándar de la muestra (es decir, dividiendo por N-1). De manera similar, los artículos de revistas se refieren a la desviación estándar de la muestra, a menos que se especifique lo contrario.

### Desviación estándarpoblacionalde las calificaciones de ocho alumnos
Supóngase que toda la población estudiada son ocho alumnos determinados de una clase en particular. Para un conjunto discreto de datos, la desviación estándar de la población se determina calculando la raíz cuadrada de la media de las desviaciones de los valores restados de su valor promedio, elevadas al cuadrado. Las calificaciones de la clase de ocho estudiantes (es decir, de la población estadística completa) son los siguientes ocho valores:
{\displaystyle 2,\ 4,\ 4,\ 4,\ 5,\ 5,\ 7,\ 9.}
Estos ocho datos tienen una media (promedio) de 5:
{\displaystyle \mu ={\frac {2+4+4+4+5+5+7+9}{8}}=5.}
En primer lugar, se calculan las desviaciones de cada dato respecto a la media, y se eleva al cuadrado el resultado de cada una:
{\displaystyle {\begin{array}{lll}(2-5)^{2}=(-3)^{2}=9&&(5-5)^{2}=0^{2}=0\\(4-5)^{2}=(-1)^{2}=1&&(5-5)^{2}=0^{2}=0\\(4-5)^{2}=(-1)^{2}=1&&(7-5)^{2}=2^{2}=4\\(4-5)^{2}=(-1)^{2}=1&&(9-5)^{2}=4^{2}=16\\\end{array}}}
La varianza es la media de estos valores:
{\displaystyle \sigma ^{2}={\frac {9+1+1+1+0+0+4+16}{8}}=4.}
y la desviación estándar de la población es igual a la raíz cuadrada de la varianza:
{\displaystyle \sigma ={\sqrt {4}}=2.}
Esta fórmula  es válida solo si los ocho valores con los que se trabaja forman la población completa. Si los valores, en cambio, fueran una muestra aleatoria extraída de una gran población de alumnos (por ejemplo, fueron 8 calificaciones elegidas al azar e independientemente de un censo de  2 millones de alumnos), entonces el resultado se obtendría dividiendo por 7 (que es N − 1) en lugar de por 8 (que es N) en el denominador de la última fórmula. En ese caso, el resultado de la fórmula original se denominaría la desviación estándar de la muestra. Dividir por N - 1 en lugar de por N da una estimación imparcial de la varianza de una población  más grande. Esta modificación se conoce como corrección de Bessel.

### Desviación estándarmuestralde las edades de seis niños
Aquí se muestra cómo calcular la desviación estándar de un conjunto de datos. Los datos representan la edad de los miembros de un grupo de niños: {4, 1, 11, 13, 2, 7}
1. Calcular el promedio o media aritmética {\displaystyle {\overline {x}}}
{\displaystyle {\overline {x}}={\frac {1}{n}}\sum _{i=1}^{n}x_{i}}
En este caso, n = 6:
{\displaystyle x_{1}=4\,\!}
{\displaystyle x_{2}=1\,\!}
{\displaystyle x_{3}=11\,\!}
{\displaystyle x_{4}=13\,\!}
{\displaystyle x_{5}=2\,\!}
{\displaystyle x_{6}=7\,\!}      Sustituyendo n por 6:
{\displaystyle {\overline {x}}={\frac {1}{6}}\sum _{i=1}^{6}x_{i}}
{\displaystyle {\overline {x}}={\frac {1}{6}}\left(x_{1}+x_{2}+x_{3}+x_{4}+x_{5}+x_{6}\right)}
{\displaystyle {\overline {x}}={\frac {1}{6}}\left(4+1+11+13+2+7\right)}
{\displaystyle {\overline {x}}=6,33}
2. Calcular la desviación estándar {\displaystyle s\,\!}
{\displaystyle s={\sqrt {{\frac {1}{n-1}}\sum _{i=1}^{n}(x_{i}-{\overline {x}})^{2}}}}      Sustituyendo n por 6:
{\displaystyle s={\sqrt {{\frac {1}{5}}\sum _{i=1}^{6}(x_{i}-{\overline {x}})^{2}}}}      Sustituyendo {\displaystyle {\overline {x}}} por 6,33:
{\displaystyle s={\sqrt {{\frac {1}{5}}\sum _{i=1}^{6}(x_{i}-6,33)^{2}}}}
{\displaystyle s={\sqrt {{\frac {1}{5}}\left[(4-6,33)^{2}+(1-6,33)^{2}+(11-6,33)^{2}+(13-6,33)^{2}+(2-6,33)^{2}+(7-6,33)^{2}\right]}}}
{\displaystyle s={\sqrt {{\frac {1}{5}}\left[(-2,33)^{2}+(-5,33)^{2}+4,67^{2}+6,67^{2}+(-4,33)^{2}+0,67^{2}\right]}}}
{\displaystyle s={\sqrt {{\frac {1}{5}}\left(5,43+28,41+21,81+44,49+18,75+0,45\right)}}}
{\displaystyle s={\sqrt {\frac {119,34}{5}}}}
{\displaystyle s={\sqrt {23,87}}}
{\displaystyle s\approx 4,88\,\!}

### Desviación estándar de la estatura media de hombres adultos
Si la población estudiada tiene una distribución aproximadamente normal, la desviación estándar proporciona información sobre la proporción de las observaciones que se sitúan por encima o por debajo de ciertos valores. Por ejemplo, la estatura media de los hombres adultos en los Estados Unidos es de aproximadamente 177.8 cm, con una desviación estándar de alrededor de 7.62 cm. Esto significa que la mayoría de los hombres (alrededor del 68%, suponiendo un distribución normal) tienen una altura dentro de un intervalo de 7.62 cm alrededor de la media (entre 170.18 y 185.42 cm) y que casi todos los hombres (alrededor del 95%) tienen una altura dentro de los 15.24 cm alrededor de la media (entre 162.56 y 193.04 cm), un intervalo de dos desviaciones estándar de radio. Si la desviación estándar fuera cero, entonces todos los hombres tendrían una altura de exactamente 177.8 cm (el valor medio). Si la desviación estándar fuera de 50.8 cm, entonces los hombres tendrían alturas mucho más variables, con un rango típico de aproximadamente entre 127 y 228.6 cm. Un intervalo de tres desviaciones estándar de radio representa el 99.7% de la población de la muestra que se estudia, asumiendo que posee una distribución normal (en forma de campana). Consúltese la regla 68-95-99.7, o "regla empírica" para obtener más información.

## Definición de los valores de una población

### Probabilidad
Sea X una variable aleatoria con valor medio:
{\displaystyle \operatorname {E} [X]=\mu .\,\!}
Aquí el operador E denota el promedio o la esperanza matemática de X. Entonces la desviación estándar de X es la cantidad
{\displaystyle {\begin{aligned}\sigma &={\sqrt {\operatorname {E} [(X-\mu )^{2}]}}\\&={\sqrt {\operatorname {E} [X^{2}]+\operatorname {E} [-2\mu X]+\operatorname {E} [\mu ^{2}]}}\\&={\sqrt {\operatorname {E} [X^{2}]-2\mu \operatorname {E} [X]+\mu ^{2}}}\\&={\sqrt {\operatorname {E} [X^{2}]-2\mu ^{2}+\mu ^{2}}}\\&={\sqrt {\operatorname {E} [X^{2}]-\mu ^{2}}}\\&={\sqrt {\operatorname {E} [X^{2}]-(\operatorname {E} [X])^{2}}}\end{aligned}}}
(deducida utilizando las propiedades de la media).
En otras palabras, la desviación estándar σ (σ) es la raíz cuadrada de la varianza de X; es decir, es la raíz cuadrada del valor promedio de (X - μ)2.
La desviación estándar de una distribución de probabilidad (de una variable) es la misma que la de una variable aleatoria que tiene esa distribución. No todas las variables aleatorias tienen una desviación estándar, ya que estos valores no siempre existen necesariamente. Por ejemplo, la desviación estándar de una variable aleatoria que sigue una distribución de Cauchy no está definida, porque su valor esperado μ no está definido.

#### Desviación estándar de distribuciones de probabilidad conocidas
| Distribución                   | Parámetros                                                     | Descripción | Desviación típica                                    |
| ------------------------------ | -------------------------------------------------------------- | --- | ---------------------------------------------------- |
| Distribución de Bernoulli      | {\displaystyle p}                                              | Distribución discreta de valor 0 con probabilidad {\displaystyle (1-p)}; y de valor {\displaystyle 1} con probabilidad {\displaystyle p}. | {\displaystyle \sigma ={\sqrt {p(1-p)}}}             |
| Distribución binomial          | {\displaystyle p} y {\displaystyle n\in \mathbb {N} ^{*}}      | Distribución de la suma de {\displaystyle n} variables independientes de acuerdo con la distribución de Bernoulli de parámetro {\displaystyle p}. | {\displaystyle \sigma ={\sqrt {np(1-p)}}}            |
| Distribución geométrica        | {\displaystyle p}                                              | Distribución discreta en {\displaystyle \mathbb {N} }, tal que la probabilidad de obtener un número entero {\displaystyle n} es {\displaystyle (1-p)p^{n}}. | {\displaystyle \sigma ={\sqrt {\frac {1-p}{p^{2}}}}} |
| Distribución uniforme continua | {\displaystyle a<b}                                            | Distribución uniforme continua en {\displaystyle \mathbb {R} }, cuya densidad es un múltiplo de la función indicadora de {\displaystyle [a,b]}. | {\displaystyle \sigma ={\frac {b-a}{\sqrt {12}}}}    |
| Distribución exponencial       | {\displaystyle p}                                              | Distribución uniforme continua con soporte {\displaystyle \mathbb {R} _{+}}, cuya densidad es la función {\displaystyle f\colon x\mapsto p\exp(-px)}. | {\displaystyle \sigma ={\frac {1}{p}}}               |
| Distribución de Poisson        | {\displaystyle \lambda }                                       | Distribución en {\displaystyle \mathbb {N} }, cuya densidad es la función {\displaystyle f\colon x\mapsto \exp(-\lambda ){\frac {\lambda ^{x}}{x!}}}, en la que {\displaystyle \lambda \in \mathbb {R} _{+}}.                                                                                             | {\displaystyle \sigma ={\sqrt {\lambda }}}           |
| Distribución χ²                | {\displaystyle n}                                              | Distribución en {\displaystyle \mathbb {R} ^{+}}, cuya densidad es la función {\displaystyle f\colon x\mapsto {\frac {1}{2^{\frac {n}{2}}\Gamma ({\frac {n}{2}})}}x^{{\frac {n}{2}}-1}e^{-{\frac {x}{2}}}\,} para todo {\displaystyle x} positivo, en la que {\displaystyle \Gamma } es la función gamma. | {\displaystyle \sigma ={\sqrt {2n}}}                 |
| Distribución gamma             | {\displaystyle \alpha }, {\displaystyle r} y {\displaystyle x} | Distribución de probabilidad continua, cuya densidad es la función {\displaystyle f(x;{\alpha },r)={\frac {\alpha }{\Gamma (r)}}(\alpha x)^{r-1}e^{-\alpha x},} para todo {\displaystyle x} positivo, en la que {\displaystyle \Gamma } es la función gamma.                                              | {\displaystyle \sigma ={\frac {\sqrt {r}}{\alpha }}} |

La desviación estándar de una distribución de probabilidad de una sola variable es igual a la desviación estándar de una variable aleatoria con la misma distribución. No todas las variables aleatorias tienen desviación estándar, ya que los valores esperados pueden no existir. Por ejemplo, la desviación estándar de una variable que sigue una distribución de Cauchy es indefinida, porque el valor de la media de la distribución es indefinida.

## Estimación
Es posible encontrarse con la desviación estándar de una población completa en casos donde se conoce el valor de todos y cada uno de los miembros de una población. En los casos en que esto no se puede hacer (en general, por tratarse con poblaciones muy grandes), la desviación estándar σ se estima examinando una muestra de la población tomada aleatoriamente, y calculando un tratamiento estadístico de la muestra dada, que se utiliza como una estimación de la desviación estándar de la población. Dicha estadística se denomina un estimador, y el estimador (o el valor del estimador, a saber, la estimación) se denomina desviación estándar de la muestra y se denota con s (posiblemente con modificadores). Sin embargo, a diferencia del caso de estimar la media poblacional, para la que la media muestral es un estimador simple con muchas propiedades deseables (sin sesgo, eficiente y con máxima probabilidad), no existe un estimador único para la desviación estándar con todas estas propiedades, y la estimación de la desviación estándar no sesgada es un problema con muchas implicaciones técnicas. La mayoría de las veces, la desviación estándar se calcula utilizando la desviación estándar de la muestra corregida (usando N - 1, definida a continuación), y que a menudo se conoce simplemente como la "desviación estándar de la muestra", sin calificadores. Sin embargo, otros estimadores son mejores en algunos aspectos: el estimador no corregido (que usa N) produce un error cuadrático medio más bajo, mientras que el uso de N − 1.5 (para una distribución normal) elimina el sesgo casi por completo.

### Desviación estándar no corregida de una muestra
La fórmula para la desviación estándar de una población (de una población finita) se puede aplicar a la muestra, utilizando el tamaño de la muestra como el tamaño de la población (aunque el tamaño real de la población de la que se extrae la muestra sea mucho más grande). Este estimador, denotado por sN, se conoce como la desviación estándar de la muestra no corregida, o algunas veces como la desviación estándar de la muestra (considerada como la población total), y se define como sigue:
{\displaystyle s_{N}={\sqrt {{\frac {1}{N}}\sum _{i=1}^{N}(x_{i}-{\overline {x}})^{2}}},}
donde {\displaystyle \textstyle \{x_{1},\,x_{2},\,\ldots ,\,x_{N}\}} son los valores observados de los elementos de la muestra y {\displaystyle \textstyle {\overline {x}}} es el valor medio de estas observaciones, mientras que el denominador N representa el tamaño de la muestra: esta es la raíz cuadrada de la varianza de la muestra, que es el promedio de las desviaciones al cuadrado respecto a la media muestral.
Este es un estimador consistente (porque converge en probabilidad al valor de la población cuando el número de muestras llega al infinito), y posee la máxima verosimilitud estimada cuando la población está normalmente distribuida.
Sin embargo, posee un sesgo estadístico, ya que el número de observaciones es generalmente demasiado bajo. El sesgo disminuye a medida que crece el tamaño de la muestra, disminuyendo como 1/N, y por lo tanto es más significativo para tamaños de muestra pequeños o moderados; para {\displaystyle N>75} el sesgo es inferior al 1 %. Por lo tanto, para tamaños de muestra muy grandes, la desviación estándar de la muestra no corregida es generalmente aceptable. Este estimador también tiene un error cuadrático medio uniformemente más pequeño que la desviación estándar corregida de la muestra.

### Desviación estándar corregida de una muestra
Si la varianza sesgada (el segundo momento central de la muestra, que es una estimación sesgada hacia abajo de la varianza de la población) se utiliza para calcular una estimación de la desviación estándar de la población, el resultado es
{\displaystyle s_{N}={\sqrt {{\frac {1}{N}}\sum _{i=1}^{N}(x_{i}-{\overline {x}})^{2}}}.}
Aquí, al tomar la raíz cuadrada se introduce un sesgo más hacia abajo, por la desigualdad de Jensen, debido a que la raíz cuadrada es una función cóncava. El sesgo en la varianza se corrige fácilmente, pero el sesgo de la raíz cuadrada es más difícil de corregir y depende de la distribución en cuestión.
Se obtiene un estimador no sesgado de la varianza aplicando la corrección de Bessel, usando N − 1 en lugar de N para obtener la varianza de la muestra no sesgada, denotada por s2:
{\displaystyle s^{2}={\frac {1}{N-1}}\sum _{i=1}^{N}(x_{i}-{\overline {x}})^{2}.}
Este estimador es insesgado si existe la varianza y los valores de la muestra se extraen independientemente con reemplazo (es decir, cada elemento de la muestra se devuelve a la población antes de elegir el siguiente elemento). N - 1 corresponde al número de grados de libertad del vector de desviaciones de la media, {\displaystyle \textstyle (x_{1}-{\overline {x}},\;\dots ,\;x_{n}-{\overline {x}}).}
Al calcular la raíz cuadrada se reintroduce un sesgo (porque la raíz cuadrada es una función no lineal, que no posee la propiedad commutativa con respecto a la media), lo que produce la desviación estándar de la muestra corregida, denotada por s:
{\displaystyle s={\sqrt {{\frac {1}{N-1}}\sum _{i=1}^{N}(x_{i}-{\overline {x}})^{2}}}.}
Como se explicó anteriormente, mientras que s2 es un estimador no sesgado de la varianza poblacional, s sigue siendo un estimador sesgado para la desviación estándar de la población, aunque es notablemente menos sesgado que la desviación estándar de la muestra no corregida. Este estimador se usa comúnmente y generalmente se conoce simplemente como la "desviación estándar de la muestra". El sesgo aún puede ser grande para muestras pequeñas (N menor de 10). A medida que aumenta el tamaño de la muestra, el valor del sesgo disminuye. A medida que se dispone de más información, la diferencia entre {\displaystyle {\frac {1}{N}}} y {\displaystyle {\frac {1}{N-1}}} se hace cada vez más pequeña.

### Desviación estándar no sesgada de una muestra
Para la estimación de la desviación estándar no sesgada, no existe una fórmula que funcione en todas las distribuciones, a diferencia de lo que sucede con la media y con la varianza. En su lugar, s se usa como base y se escala según un factor de corrección para producir una estimación no sesgada. Por ejemplo, para la distribución normal, un estimador no sesgado viene dado por s/c4, donde el factor de corrección (que depende de N) se da en términos de la función gamma, y es igual a:
{\displaystyle c_{4}(N)\,=\,{\sqrt {\frac {2}{N-1}}}\,\,\,{\frac {\Gamma \left({\frac {N}{2}}\right)}{\Gamma \left({\frac {N-1}{2}}\right)}}.}
Esto se debe a que la distribución de la desviación estándar de la muestra sigue una distribución χ (escalada), y el factor de corrección es la media de la distribución χ.
Se puede dar una aproximación reemplazando N − 1 por N − 1.5, dando como resultado:
{\displaystyle {\hat {\sigma }}={\sqrt {{\frac {1}{N-1.5}}\sum _{i=1}^{N}(x_{i}-{\bar {x}})^{2}}},}
El error en esta aproximación decae de forma cuadrática (como 1/N2), y es adecuado para todas las muestras, excepto las más pequeñas o cuando se requiere una precisión máxima: para N = 3, el sesgo es igual al 1.3%, y para N = 9 el sesgo ya es menor del 0.1%.
Una aproximación más precisa es reemplazar el {\displaystyle N-1.5} anterior por {\displaystyle N-1.5+1/(8(N-1))}.
Para otras distribuciones, la fórmula correcta depende de la distribución, pero una regla de oro es usar el refinamiento adicional de la aproximación:
{\displaystyle {\hat {\sigma }}={\sqrt {{\frac {1}{N-1.5-{\tfrac {1}{4}}\gamma _{2}}}\sum _{i=1}^{N}(x_{i}-{\bar {x}})^{2}}},}
donde γ2 denota la curtosis de la población. El exceso de curtosis puede ser conocido de antemano para ciertas distribuciones, o estimado a partir de los datos.

### Intervalo de confianza de la desviación estándar de una muestra
La desviación estándar que se obtiene de una muestra de una distribución no es del todo precisa, por razones matemáticas (de acuerdo con el intervalo de confianza) y por razones prácticas de medición (error de medición). El efecto matemático puede ser descrito por el intervalo de confianza o CI.
Para mostrar cómo una muestra más grande hace que el intervalo de confianza sea más estrecho, considérense los siguientes ejemplos:
Una pequeña población de N = 2 tiene solo 1 grado de libertad para estimar la desviación estándar. El resultado es que un IC del 95% de la desviación estándar se extiende desde 0.45 × s a 31.9 × s; los factores son aquí los siguientes:
{\displaystyle \Pr \left(q_{\alpha /2}<k{\frac {s^{2}}{\sigma ^{2}}}<q_{1-\alpha /2}\right)=1-\alpha ,}
donde {\displaystyle q_{p}} es el p-cuantil de la distribución χ² con k grados de libertad, y {\displaystyle 1-\alpha } es el nivel de confianza. Esto es equivalente a lo siguiente:
{\displaystyle \Pr \left(k{\frac {s^{2}}{q_{1-\alpha /2}}}<\sigma ^{2}<k{\frac {s^{2}}{q_{\alpha /2}}}\right)=1-\alpha .}
Con k=1, {\displaystyle q_{0.025}=0.000982} y {\displaystyle q_{0.975}=5.024}. Los recíprocos de las raíces cuadradas de estos dos números proporcionan los factores 0.45 y 31.9 dados anteriormente.
Una población mayor de N = 10 tiene 9 grados de libertad para estimar la desviación estándar. Los mismos cálculos anteriores proporcionan en este caso un IC del 95%, que va desde 0.69 × SD a 1.83 × SD. Por lo tanto, incluso con una población de 10 muestras, la desviación estándar real puede ser casi dos veces mayor que la de la muestra. Para una población con una muestra de N = 100, esto se reduce a 0.88 × SD a 1.16 × s. Para estar más seguros de que la desviación estándar de la muestra queda cerca de la real, se necesita una muestra con un gran número de datos.
Estas mismas fórmulas se pueden usar para obtener intervalos de confianza con la varianza de los residuos de un ajuste por mínimos cuadrados según la teoría normal estándar, donde k sería el número de grados de libertad del error.

## Identidades y propiedades matemáticas
La desviación estándar es invariante bajo los cambios del origen de coordenadas utilizado para la toma de los datos, y es directamente proporcional con respecto a la escala de la variable aleatoria. Por lo tanto, para una constante c y variables aleatorias X e Y:
{\displaystyle \sigma (c)=0\,}
{\displaystyle \sigma (X+c)=\sigma (X),\,}
{\displaystyle \sigma (cX)=|c|\sigma (X).\,}
La desviación estándar de la suma de dos variables aleatorias se puede relacionar con sus desviaciones estándar individuales y la covarianza entre ellas:
{\displaystyle \sigma (X+Y)={\sqrt {\operatorname {var} (X)+\operatorname {var} (Y)+2\,\operatorname {cov} (X,Y)}}.\,}
donde {\displaystyle \textstyle \operatorname {var} \,=\,\sigma ^{2}} y {\displaystyle \textstyle \operatorname {cov} } representan la varianza y la covarianza respectivamente.
El cálculo de la suma de las desviaciones al cuadrado se puede relacionar con los momentos calculados directamente a partir de los datos. En la siguiente fórmula, la letra E se interpreta como el valor esperado, es decir, la media.
{\displaystyle \sigma (X)={\sqrt {\operatorname {E} [(X-\operatorname {E} [X])^{2}]}}={\sqrt {\operatorname {E} [X^{2}]-(\operatorname {E} [X])^{2}}}.}
La desviación estándar de la muestra se puede calcular como:
{\displaystyle s(X)={\sqrt {\frac {N}{N-1}}}{\sqrt {\operatorname {E} [(X-\operatorname {E} [X])^{2}]}}.}
Para una población finita con probabilidades iguales en todos los puntos, se tiene
{\displaystyle {\sqrt {{\frac {1}{N}}\sum _{i=1}^{N}(x_{i}-{\overline {x}})^{2}}}={\sqrt {{\frac {1}{N}}\left(\sum _{i=1}^{N}x_{i}^{2}\right)-({\overline {x}})^{2}}}={\sqrt {\left({\frac {1}{N}}\sum _{i=1}^{N}x_{i}^{2}\right)-\left({\frac {1}{N}}\sum _{i=1}^{N}x_{i}\right)^{2}}}.}
Esto significa que la desviación estándar es igual a la raíz cuadrada de la diferencia entre el promedio de los cuadrados de los valores y el cuadrado del valor promedio.
Consúltese la fórmula de cálculo de la varianza para un resultado análogo con la desviación estándar de la muestra.

## Interpretación y aplicación

Ejemplo de muestras de dos poblaciones con la misma media pero con desviaciones estándar diferentes. La población representada en rojo tiene media 100 y s 10; la azul tiene media 100 y s 50

Una gran desviación estándar indica que los puntos de datos pueden extenderse lejos de la media y una pequeña desviación estándar indica que están agrupados cerca de la media.
Por ejemplo, cada una de las tres poblaciones {0, 0, 14, 14}, {0, 6, 8, 14} y {6, 6, 8, 8} tiene una media de 7. Sus desviaciones estándar son 7, 5  y 1, Respectivamente. La tercera población tiene una desviación estándar mucho más pequeña que las otras dos porque sus valores son todos cercanos a 7. La desviación estándar posee las mismas unidades que los propios datos. Si, por ejemplo, el conjunto de datos {0, 6, 8, 14} representa las edades de una población de cuatro hermanos en años, la desviación estándar es de 5 años. Como otro ejemplo, la población {1000, 1006, 1008, 1014} puede representar las distancias recorridas por cuatro atletas, medidas en metros. Tiene una media de 1007 metros y una desviación estándar de 5 metros.
La desviación estándar puede servir como una medida de incertidumbre. En física, por ejemplo, la desviación estándar de un conjunto de mediciones sucesivas de una misma magnitud (como por ejemplo, de la velocidad de la luz), indica la precisión de esas mediciones. Al determinar si las mediciones concuerdan con una predicción teórica, la desviación estándar de esas mediciones es de crucial importancia: si la media de las mediciones está demasiado alejada de la predicción (con la esta distancia medida según la desviación estándar), entonces la teoría que se está probando probablemente necesita ser revisada. Esto tiene sentido, ya que se encuentran fuera del rango de valores que podrían esperarse razonablemente si la predicción fuera correcta y la desviación estándar se cuantificara adecuadamente (véase intervalo de predicción).
Si bien la desviación estándar determina en qué medida se alejan los datos de la media, hay otras medidas disponibles. Un ejemplo es la desviación media, que podría considerarse una medida más directa de la distancia promedio, en comparación con la raíz de las distancias al cuadrado inherente a la desviación estándar.

#### Interpretación gráfica

Visualización geométrica de la varianza de una distribución:
Imagen 1: Se construye la distribución de frecuencias.
Imagen 2: El centroide de la distribución proporciona la media.
Imagen 3: Se construye para cada valor un cuadrado cuyo lado es igual a la diferencia de cada valor respecto a la media.
Imagen 4: Se reorganizan los cuadrados en un rectángulo con un lado igual al número de valores, resultando el otro lado igual a la varianza de la distribución.

Para un conjunto de datos finito, la desviación estándar se calcula a partir de la raíz cuadrada de la media de las desviaciones entre los valores y el promedio de los valores de los datos elevado al cuadrado.
A continuación, se incluye el desarrollo numérico del ejemplo gráfico mostrado en la ilustración de la derecha:
Sean las notas de 8 estudiantes ({\displaystyle n=8}) 2, 4, 4, 4, 5, 5, 7, 9. La media de las notas de los 8 estudiantes es: 
{\displaystyle {\frac {2+4+4+4+5+5+7+9}{8}}=5}.
Las desviaciones entre las notas y la media de las notas elevadas al cuadrado son:
{\displaystyle {\begin{array}{lll}(2-5)^{2}=(-3)^{2}=9&&(5-5)^{2}=0^{2}=0\\(4-5)^{2}=(-1)^{2}=1&&(5-5)^{2}=0^{2}=0\\(4-5)^{2}=(-1)^{2}=1&&(7-5)^{2}=2^{2}=4\\(4-5)^{2}=(-1)^{2}=1&&(9-5)^{2}=4^{2}=16.\\\end{array}}}
La varianza o el promedio de todos los valores es:
{\displaystyle {\frac {9+1+1+1+0+0+4+16}{8}}=4}.
La desviación estándar o la raíz cuadrada de la varianza es {\displaystyle {\sqrt {4}}=2}. Esto es, la desviación estándar es igual a 2.

#### Interpretación geométrica
Para obtener algunas ideas y aclaraciones geométricas, se plantea una población con tres valores, x1, x2 y x3. Esto define un punto P = (x1, x2, x3) en R3. Considérese la recta L = {(r, r, r): r ∈ R}. Esta es la "diagonal principal" pasando por el origen. Si los tres valores dados fueran todos iguales, entonces la desviación estándar sería cero y P estaría en L. Por lo tanto, es lógico suponer que la desviación estándar está relacionada con la distancia de P con respecto a L. Ese es de hecho el caso. Para desplazarse ortogonalmente desde L hasta el punto P, se comienza en el punto:
{\displaystyle M=({\overline {x}},{\overline {x}},{\overline {x}})}
cuyas coordenadas son la media de los valores de partida.
| Demostración |
| Sea {\displaystyle M=({\overline {x}},{\overline {x}},{\overline {x}})}. {\displaystyle M} está en {\displaystyle L}, por lo tanto, {\displaystyle M=(l,l,l)} con {\displaystyle l\in {\textbf {R}}} La línea {\displaystyle L} debe ser ortogonal al vector de {\displaystyle M} a {\displaystyle P}. Por lo tanto: {\displaystyle {\begin{aligned}L\cdot (P-M)&=0\\(r,r,r)\cdot (x_{1}-l,x_{2}-l,x_{3}-l)&=0\\r(x_{1}-l+x_{2}-l+x_{3}-l)&=0\\r(\sum \limits _{i}x_{i}-3l)&=0\\\sum \limits _{i}x_{i}-3l&=0\\{\frac {1}{3}}\sum \limits _{i}x_{i}&=l\\{\overline {x}}&=l\end{aligned}}} |

Mediante un poco de álgebra, se demuestra que la distancia entre P y M (que es la misma que la distancia ortogonal entre P y la recta L) {\displaystyle {\sqrt {\sum \limits _{i}(x_{i}-{\overline {x}})^{2}}}} es igual a la desviación estándar del vector (x1, x2, x3), multiplicado por la raíz cuadrada del número de dimensiones del vector (3 en este caso).

### Ejemplos de aplicación
El valor práctico de comprender la desviación estándar de un conjunto de valores reside en apreciar su grado de variación con respecto a la media.

#### Experimentos, pruebas industriales y de hipótesis
La desviación estándar a menudo se usa para comparar datos del mundo real con un modelo para probar el modelo.
Por ejemplo, en aplicaciones industriales, el peso de los productos que salen de una línea de producción puede necesitar cumplir con un valor legalmente requerido. Al pesar alguna fracción de los productos, se puede determinar un peso promedio, que siempre será ligeramente diferente al promedio a largo plazo. Al utilizar la desviación estándar, se puede calcular un valor mínimo y máximo tales que el peso promedio estará dentro en un porcentaje muy alto de las ocasiones (un 99.9% o más). Si cae fuera del rango, es posible que el proceso de producción deba corregirse. Pruebas estadísticas como estas son particularmente importantes cuando la obtención de medidas es relativamente cara. Por ejemplo, si el producto necesita ser abierto y drenado para pesarse, o si el producto es alterado por la prueba.
En la ciencia experimental, se utiliza un modelo teórico de la realidad. Por ejemplo, la física de partículas usa convencionalmente un estándar de "5 sigma" para la declaración de un descubrimiento. Un nivel de cinco sigma se traduce en una posibilidad entre 3.5 millones de que una fluctuación aleatoria produzca el resultado predicho. Este nivel de certeza era necesario para afirmar que se había descubierto una partícula consistente con el bosón de Higgs en dos experimentos independientes realizados por la Organización Europea para la Investigación Nuclear, y este fue también el nivel de relevancia que llevó a la declaración de la detección de ondas gravitacionales por primera vez.

#### Meteorología
Como ejemplo simple, considérense las temperaturas máximas promedio diarias de dos ciudades, una interior y otra en la costa. Es útil comprender que el rango de temperaturas máximas diarias para las ciudades cercanas a la costa es menor que para las ciudades del interior. Por lo tanto, si bien estas dos ciudades pueden tener la misma temperatura máxima promedio, la desviación estándar de la temperatura máxima diaria para la ciudad costera será menor que la de la ciudad interior, ya que, en cualquier día en particular, la temperatura máxima real es más probable que se sitúe más lejos de la temperatura máxima promedio en la ciudad interior que en la costera.

#### Finanzas
En finanzas, la desviación estándar se usa a menudo como una medida del riesgo asociado con las fluctuaciones de precio de un activo determinado (acciones, bonos, propiedad, etc.), o con el riesgo de una cartera de activos (fondos mutuos administrados activamente, índice mutuo de fondos, o fondos cotizados). El riesgo es un factor importante para determinar cómo administrar de manera eficiente una cartera de inversiones porque determina la variación en los rendimientos del activo y/o la cartera y brinda a los inversores una base matemática para tomar decisiones de inversión (según una disciplina conocida como teoría moderna de carteras). El concepto fundamental de riesgo es que a medida que aumenta, el rendimiento esperado de una inversión también debería aumentar, según un aumento conocido como la prima de riesgo. En otras palabras, los inversores deben esperar un mayor rendimiento de una inversión cuando esa inversión conlleva un mayor nivel de riesgo o incertidumbre. Al evaluar las inversiones, los inversores deben estimar tanto el rendimiento esperado como la incertidumbre de los rendimientos futuros. La desviación estándar proporciona una estimación cuantificada de la incertidumbre de los rendimientos futuros.
Por ejemplo, supongase que un inversor tiene que elegir entre dos acciones. Las acciones A en los últimos 20 años tuvieron un rendimiento promedio del 10 por ciento, con una desviación estándar de 20 puntos porcentuales (pp) y las acciones B, durante el mismo período, tuvieron rendimientos promedio del 12 por ciento, pero una desviación estándar más alta de 30 pp. Como base del riesgo y la rentabilidad, un inversor puede decidir que la acción A es la opción más segura, ya que los dos puntos porcentuales adicionales de la acción B no valen la desviación estándar adicional de 10 pp (mayor riesgo o incertidumbre de la rentabilidad esperada). Es probable que las acciones B no alcancen la inversión inicial (pero también que excedan la inversión inicial) con mayor frecuencia que las acciones A en las mismas circunstancias, y se estima que en promedio solo retornarán un dos por ciento más. En este ejemplo, se espera que la acción A gane alrededor del 10 por ciento, más o menos 20 pp (un rango del 30 por ciento al -10 por ciento), aproximadamente dos tercios de los rendimientos del año futuro. Al considerar rendimientos o resultados más extremos en el futuro, un inversor debe esperar resultados de hasta un 10 por ciento más o menos 60 pp, o un rango del 70 por ciento al 50 por ciento, que incluye los resultados en un rango de tres desviaciones estándar del rendimiento promedio (alrededor del 99.7 por ciento de los rendimientos probables).
El cálculo del promedio (o media aritmética) del rendimiento de un valor en un período determinado generará el rendimiento esperado del activo. Para cada período, se resta el rendimiento esperado de los resultados reales con respecto de la media. Al elevar al cuadrado la diferencia en cada período y tomar el promedio, se obtiene la varianza general del rendimiento del activo. Cuanto mayor sea la variación, mayor será el riesgo que conlleva. Calculando la raíz cuadrada de esta variación se obtiene la desviación estándar de la herramienta de inversión en cuestión.
Se sabe que las series temporales financieras son series no estacionarias, mientras que los cálculos estadísticos anteriores, como la desviación estándar, se aplican solo a las series estacionarias. Para aplicar las herramientas estadísticas anteriores a las series no estacionarias, la serie primero debe transformarse en una serie estacionaria, permitiendo el uso de herramientas estadísticas con una base válida desde la que poder trabajar en términos homogéneos.

## Reglas para datos con una distribución normal

El color azul oscuro representa el intervalo de la desviación estándar a ambos lados de la media. Para la distribución normal, esto representa el 68.27 por ciento del conjunto; mientras que dos desviaciones estándar de la media (azul medio y oscuro) representan 95.45 por ciento; tres desviaciones estándar (azul claro, medio y oscuro) representan el 99.73 por ciento; y cuatro desviaciones estándar representan el 99.994 por ciento. Los dos puntos de la curva situados a una desviación estándar de la media son también los puntos de inflexión de la gráfica.

### Teorema del límite central

Porcentaje dentro de (z)

z para el porcentaje abarcado

El teorema del límite central establece que la distribución de un promedio de muchas variables aleatorias independientes e idénticamente distribuidas tiende hacia la famosa distribución normal en forma de campana con una función de densidad de probabilidad de
{\displaystyle f(x;\mu ,\sigma ^{2})={\frac {1}{\sigma {\sqrt {2\pi }}}}e^{-{\frac {1}{2}}\left({\frac {x-\mu }{\sigma }}\right)^{2}}}
donde μ es la esperanza matemática de las variables aleatorias, σ equivale a la desviación estándar de su distribución dividida por n1/2, y n es el número de variables aleatorias. Por lo tanto, la desviación estándar es simplemente una variable de escala que ajusta la amplitud de la curva, aunque también aparece en la constante de normalización.
Si una distribución de datos es aproximadamente normal, entonces la proporción de valores de datos dentro de z desviaciones estándar de la media, se define por:
{\displaystyle {\text{Proporción}}=\operatorname {erf} \left({\frac {z}{\sqrt {2}}}\right)}
donde {\displaystyle \textstyle \operatorname {erf} } es la función error. La proporción que es menor o igual a un número, x, viene dada por la función de distribución:
{\displaystyle {\text{Proporción}}\leq x={\frac {1}{2}}\left[1+\operatorname {erf} \left({\frac {x-\mu }{\sigma {\sqrt {2}}}}\right)\right]={\frac {1}{2}}\left[1+\operatorname {erf} \left({\frac {z}{\sqrt {2}}}\right)\right]}
Si una distribución de datos es aproximadamente normal, cerca del 68 por ciento de los valores de los datos estarán dentro de una desviación estándar de la media (matemáticamente, μ ± σ, donde μ es la media aritmética), del orden del 95 por ciento estarán dentro de dos desviaciones estándar, y en torno a un 99.7 por ciento estarán dentro de tres desviaciones estándar (3σ ). Esto se conoce como la regla 68-95-99.7, o la regla empírica.
Para varios valores de z, el porcentaje de valores que se espera que se encuentren dentro y fuera del intervalo simétrico, CI = (-zσ, zσ), son los siguientes:
| Intervalo de Confianza | Proporción dentro  | Proporción fuera  | Proporción fuera                                        |
| Intervalo de Confianza | Porcentaje         | Porcentaje        | Fracción                                                |
| ---------------------- | ------------------ | ----------------- | ------------------------------------------------------- |
| 0.318 639 σ            | 25 %               | 75 %              | 3 / 4                                                   |
| 0,674490 σ             | 50 %               | 50 %              | 1 / 2                                                   |
| 0,994458 σ             | 68 %               | 32 %              | 1 / 3,125                                               |
| 1 σ                    | 68,2689492 %       | 31,7310508 %      | 1 / 3,1514872                                           |
| 1,281552 σ             | 80 %               | 20 %              | 1 / 5                                                   |
| 1,644854 σ             | 90 %               | 10 %              | 1 / 10                                                  |
| 1,959964 σ             | 95 %               | 5 %               | 1 / 20                                                  |
| 2 σ                    | 95,4499736 %       | 4,5500264 %       | 1 / 21,977895                                           |
| 2,575829 σ             | 99 %               | 1 %               | 1 / 100                                                 |
| 3 σ                    | 99,7300204 %       | 0,2699796 %       | 1 / 370,398                                             |
| 3,290527 σ             | 99,9 %             | 0,1 %             | 1 / 1000                                                |
| 3,890592 σ             | 99,99 %            | 0,01 %            | 1 / 10 000                                              |
| 4 σ                    | 99,993666 %        | 0,006334 %        | 1 / 15 787                                              |
| 4,417173 σ             | 99,999 %           | 0,001 %           | 1 / 100 000                                             |
| 4.5 σ                  | 99,9993204653751 % | 0,0006795346249 % | 3.4 / 1 000 000 (1.7/1 000 000 a cada lado de la media) |
| 4,891638 σ             | 99,9999 %          | 0,0001 %          | 1 / 1 000 000                                           |
| 5 σ                    | 99,9999426697 %    | 0,0000573303 %    | 1 / 1 744 278                                           |
| 5,326724 σ             | 99,99999 %         | 0,00001 %         | 1 / 10 000 000                                          |
| 5,730729 σ             | 99,999999 %        | 0,000001 %        | 1 / 100 000 000                                         |
| 6 σ                    | 99,9999998027 %    | 0,0000001973 %    | 1 / 506 797 346                                         |
| 6,109410 σ             | 99,9999999 %       | 0,0000001 %       | 1 / 1 000 000 000                                       |
| 6,466951 σ             | 99,99999999 %      | 0,00000001 %      | 1 / 10 000 000 000                                      |
| 6,806502 σ             | 99,999999999 %     | 0,000000001 %     | 1 / 100 000 000 000                                     |
| 7 σ                    | 99,9999999997440 % | 0,000000000256 %  | 1 / 390 682 215 445                                     |

### Desigualdad de Chebyshov

Regiones de probabilidad de los intervalos de la desigualdad de Chebyshov en una distribución simétrica

Una observación cualquiera rara vez se sitúa a más de unas pocas desviaciones estándar de la media. La desigualdad de Chebyshov garantiza que, para todas las distribuciones para las que se define la desviación estándar, la cantidad de datos dentro de una serie de desviaciones estándar de la media es al menos la que se indica en la siguiente tabla.
| Distancia respecto a la media                         | Población mínima abarcada            |
| ----------------------------------------------------- | ------------------------------------ |
| {\displaystyle {\sqrt {2}}\,\sigma }                  | 50%                                  |
| 2σ                                                    | 75%                                  |
| 3σ                                                    | 89%                                  |
| 4σ                                                    | 94%                                  |
| 5σ                                                    | 96%                                  |
| 6σ                                                    | 97%                                  |
| {\displaystyle k\sigma }                              | {\displaystyle 1-{\frac {1}{k^{2}}}} |
| {\displaystyle {\frac {1}{\sqrt {1-\ell }}}\,\sigma } | {\displaystyle \ell }                |

## Relación entre la desviación estándar y la media
En estadística descriptiva, la media y la desviación estándar de un conjunto de datos son generalmente facilitadas juntas. En cierto sentido, la desviación estándar es una medida "natural" de las medidas de dispersión si el centro de los datos se mide alrededor de la media. Esto se debe a que la desviación estándar respecto a la media es menor que desde cualquier otro punto. La declaración precisa es la siguiente:
Supóngase que x1, ..., xn son números reales y se define la función:
{\displaystyle \sigma (r)={\sqrt {{\frac {1}{N-1}}\sum _{i=1}^{N}(x_{i}-r)^{2}}}}
Usando el cálculo infinitesimal o completando el cuadrado, es posible demostrar que σ(r) tiene un mínimo único en la media:
{\displaystyle r={\overline {x}}.\,}
La variabilidad también puede medirse mediante el coeficiente de variación, que es la relación de la desviación estándar con respecto a la media. Es una magnitud adimensional.

### Desviación estándar de la media
A menudo, se requiere información sobre la precisión de la media obtenida. Este parámetro se puede obtener determinando la desviación estándar de la media de la muestra. Suponiendo una independencia estadística de los valores de la muestra, la desviación estándar de la media está relacionada con la desviación estándar de la distribución por:
{\displaystyle \sigma _{\text{media}}={\frac {1}{\sqrt {N}}}\sigma }
donde N es el número de observaciones de la muestra utilizada para estimar la media. Esto se puede probar fácilmente con (véanse las propiedades básicas de la varianza):
{\displaystyle {\begin{aligned}\operatorname {var} (X)&\equiv \sigma _{X}^{2}\\\operatorname {var} (X_{1}+X_{2})&\equiv \operatorname {var} (X_{1})+\operatorname {var} (X_{2})\\\end{aligned}}}
(se supone la independencia estadística de los datos).
{\displaystyle {\begin{aligned}\operatorname {var} (cX_{1})&\equiv c^{2}\,\operatorname {var} (X_{1})\end{aligned}}}
por lo tanto
{\displaystyle {\begin{aligned}\operatorname {var} ({\text{media}})&=\operatorname {var} \left({\frac {1}{N}}\sum _{i=1}^{N}X_{i}\right)={\frac {1}{N^{2}}}\operatorname {var} \left(\sum _{i=1}^{N}X_{i}\right)\\&={\frac {1}{N^{2}}}\sum _{i=1}^{N}\operatorname {var} (X_{i})={\frac {N}{N^{2}}}\operatorname {var} (X)={\frac {1}{N}}\operatorname {var} (X).\end{aligned}}}
De aquí se deduce que:
{\displaystyle \sigma _{\text{media}}={\frac {\sigma }{\sqrt {N}}}.}
Se debe enfatizar que para estimar la desviación estándar de la media {\displaystyle \sigma _{\text{media}}} es necesario conocer de antemano la desviación estándar de toda la población {\displaystyle \sigma }. Sin embargo, en la mayoría de las aplicaciones este parámetro es desconocido. Por ejemplo, si se realiza una serie de 10 mediciones de una cantidad previamente desconocida en un laboratorio, es posible calcular la media de la muestra resultante y la desviación estándar de la muestra, pero es imposible calcular la desviación estándar de la media.

## Métodos de cálculo rápido
Las dos fórmulas siguientes permiten calcular una desviación estándar agregando datos. Un conjunto de dos sumas de potencias s1 y s2 se calculan sobre un conjunto de N valores de x, denotado como x1, ... , xN:
{\displaystyle \ s_{j}=\sum _{k=1}^{N}{x_{k}^{j}}}
Dados los resultados de estas sumas en ejecución, los valores N, s1, s2 se pueden usar en cualquier momento para calcular el valor actual de la desviación estándar de ejecución:
{\displaystyle \sigma ={\frac {\sqrt {Ns_{2}-s_{1}^{2}}}{N}}}
Donde N, como se mencionó anteriormente, es el tamaño del conjunto de valores (o también puede considerarse como s0).
Del mismo modo, para la desviación estándar de la muestra,
{\displaystyle s={\sqrt {\frac {Ns_{2}-s_{1}^{2}}{N(N-1)}}}}
En un programa de ordenador, a medida que las sumas de tres sj se hacen grandes, se debe considerar el error de redondeo y el desbordamiento aritmético (por rebosamiento de grandes cantidades o por la pérdida de la mantisa). El siguiente método calcula el método de las sumas con errores de redondeo reducidos. Se trata de un algoritmo de "una pasada" para calcular la varianza de n muestras sin la necesidad de almacenar los datos anteriores durante el cálculo. La aplicación de este método a una serie devuelve valores sucesivos de la desviación estándar correspondiente a n datos a medida que n crece con cada nueva muestra, en lugar de un cálculo que requiera analizar en su totalidad el nuevo conjunto de datos.
Para k = 1, ..., n:
{\displaystyle {\begin{aligned}A_{0}&=0\\A_{k}&=A_{k-1}+{\frac {x_{k}-A_{k-1}}{k}}\end{aligned}}}
donde A es el valor medio.
{\displaystyle {\begin{aligned}Q_{0}&=0\\Q_{k}&=Q_{k-1}+{\frac {k-1}{k}}(x_{k}-A_{k-1})^{2}=Q_{k-1}+(x_{k}-A_{k-1})(x_{k}-A_{k})\\\end{aligned}}}
Nota: {\displaystyle Q_{1}=0} desde {\displaystyle k-1=0} o {\displaystyle x_{1}=A_{1}}
Varianza de la muestra:
{\displaystyle s_{n}^{2}={\frac {Q_{n}}{n-1}}}
Varianza de la población:
{\displaystyle \sigma _{n}^{2}={\frac {Q_{n}}{n}}}

### Cálculo ponderado
Cuando los valores xi se ponderan con pesos desiguales wi, las sumas de potencias s0, s1, s2 se computan como:
{\displaystyle \ s_{j}=\sum _{k=1}^{N}{w_{k}x_{k}^{j}}.\,}
y las ecuaciones de la desviación estándar se mantienen sin cambios. Téngase en cuenta que s0 es ahora la suma de los pesos y no el número de muestras N.
El método incremental con errores de redondeo reducidos también se puede aplicar, con cierta complejidad adicional.
Se debe calcular una suma de pesos para cada k desde 1 hasta n:
{\displaystyle {\begin{aligned}W_{0}&=0\\W_{k}&=W_{k-1}+w_{k}\end{aligned}}}
y los lugares donde se usa 1/n anteriormente deben reemplazarse por wi/Wn:
{\displaystyle {\begin{aligned}A_{0}&=0\\A_{k}&=A_{k-1}+{\frac {w_{k}}{W_{k}}}(x_{k}-A_{k-1})\\Q_{0}&=0\\Q_{k}&=Q_{k-1}+{\frac {w_{k}W_{k-1}}{W_{k}}}(x_{k}-A_{k-1})^{2}=Q_{k-1}+w_{k}(x_{k}-A_{k-1})(x_{k}-A_{k})\end{aligned}}}
En la división final,
{\displaystyle \sigma _{n}^{2}={\frac {Q_{n}}{W_{n}}}\,}
y
{\displaystyle s_{n}^{2}={\frac {Q_{n}}{W_{n}-1}},}
o
{\displaystyle s_{n}^{2}={\frac {n'}{n'-1}}\sigma _{n}^{2},}
donde n es el número total de elementos, y n' es el número de elementos con ponderaciones distintas de cero.
Las fórmulas anteriores se hacen iguales a las fórmulas más simples dadas arriba si los pesos se toman como iguales a uno.

## Historia
El término desviación estándar fue utilizado por primera vez en un escrito por Karl Pearson, en una comunicación a la Royal Society de 1894, aunque ya lo había utilizado en sus clases. Esta denominación sustituyó a otros nombres anteriores de la misma idea: por ejemplo, Gauss usó la expresión error medio.